# Glande pinéale
Pour les articles homonymes, voir Épiphyse.
La glande pinéale ou épiphyse est une petite glande endocrine de l'épithalamus du cerveau des vertébrés. À partir du tryptophane, elle sécrète la mélatonine et joue donc, par l'intermédiaire de cette hormone, un rôle central dans la régulation des rythmes biologiques (veille/sommeil et saisonniers). Connue depuis au moins l'époque de Galien (au IIe siècle apr. J.-C.), la glande pinéale était baptisée kornarion (littéralement : pignon de pin).

## Anatomie

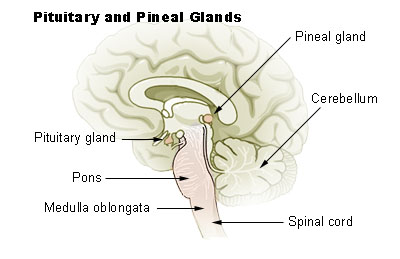
Pineal gland = glande pinéale, ou épiphyse
Cerebellum = cervelet
Pituitary gland = hypophyse
Pons = pont de Varole
Medulla oblongata = bulbe rachidien
Spinal cord = moelle spinale.

La glande pinéale est localisée au contact du sillon cruciforme de la lame quadrijumelle constituant la région dorsale du mésencéphale, et appartient à l'épithalamus. Elle est reliée au diencéphale de chaque côté par les pédoncules antérieurs et latéraux dans l'écartement desquels, appelés triangle habénulaire, se logent les habenula.
Dans l'espèce humaine, la glande pinéale a la forme d'un pignon de pin (d'où l'adjectif pinéale) ou d'un petit cône d'environ 8 mm situé en position médiane en arrière du troisième ventricule, entre les deux thalamus, au-dessus des colliculi supérieurs, et derrière la stria medullaris.
Dans l'espèce humaine, la glande pinéale croît en volume jusqu'à l'âge d'un à deux ans puis se stabilise, mais sa masse augmente à partir de la puberté.
En effet, il se produit souvent une calcification (Corpora arenacea) de cette glande chez l'adulte qui est associée à la baisse de production de mélatonine.

## Fonctions
L'anatomie et l'embryologie comparées de la glande pinéale montrent que certains de ses neurones partagent une origine évolutionnaire commune avec les photorécepteurs de la rétine. Ainsi chez certains reptiles et oiseaux, la glande pinéale qui est située juste sous la surface du crâne, capte l'intensité lumineuse extérieure et permet ainsi d'ajuster le rythme circadien de l'animal, ce qui fait qu'on la désigne parfois comme le « troisième œil » des vertébrés primitifs.
Chez les mammifères, dont l'homme, la glande pinéale a perdu cette fonction photoréceptrice et seules les cellules de la rétine contribuent à la perception de la luminosité ambiante. Cette information est traitée par le noyau suprachiasmatique de l'hypothalamus qui orchestre la régulation circadienne. Au sein de ce qu'on appelle le système photoneuroendocrine, la glande pinéale ne joue donc qu'un rôle de transduction qui convertit le rythme imposé par le noyau suprachiasmatique en message hormonal endocrinien, via la sécrétion de l'hormone mélatonine. La production de mélatonine est contrôlée par une voie rétino-hypothalamo (noyau suprachiasmatique)-médullaire (noyaux intermédio-latéraux)-pinéal via le ganglion cervical supérieur.
La lumière inhibe la libération sanguine de la mélatonine. La mélatonine est libérée ainsi la nuit et concourt à adapter l'organisme au cycle nycthéméral (jour/nuit). La glande pinéale étant localisée en dehors de la barrière hémato-encéphalique, la mélatonine va donc se distribuer dans l'ensemble du corps.
Il semble que la glande pinéale joue donc aussi un rôle dans la régulation du développement sexuel par le fait que la mélatonine aurait un effet antigonadotrope qui inhibe l'apparition des caractères sexuels secondaires. La baisse de production de mélatonine à la puberté correspondrait donc à une levée de cette inhibition. Cela expliquerait le fait qu'une destruction ou un dysfonctionnement de la glande pinéale peut se manifester par une puberté précoce (développement accéléré des organes sexuels et du squelette)[réf. nécessaire].
Enfin, la glande pinéale participe aussi à la régulation des rythmes infradiens liés aux saisons (hibernation, œstrus).
La synthèse de la mélatonine se fait en quatre étapes enzymatiques dans la glande pinéale à partir de l'acide aminé essentiel tryptophane, en passant par une étape de synthèse de la sérotonine.
D’après les recherches de Rick Strassman sur la DMT, il semblerait que la glande pinéale soit capable d’en produire, en infimes quantités lorsque nous rêvons, et en plus larges quantités lors de notre mort. Cette hypothèse pourrait expliquer l’origine des EMI[réf. nécessaire]. Mais la concentration en DMT est considérée comme trop faible pour pouvoir produire un effet psychotrope et il y a des alternatives à la DMT pour les expliquer.
Plus la pinéale est calcifiée, moins elle secrète de mélatonine.
La glande pinéale peut être le siège de tumeurs, tel que le germinome pinéal.

## Aspects culturels

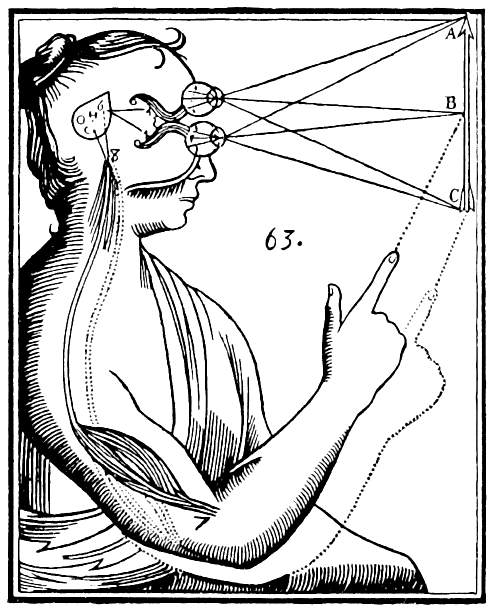
Schéma du fonctionnement de la glande pinéale vue par Descartes dans le traité de l'Homme (figure publiée dans l'édition de 1664).

La glande pinéale fut l'avant-dernière des glandes endocrines dont la fonction fut identifiée. Cela explique sans doute les spéculations tant physiologiques que métaphysiques qui ont entouré son rôle supposé central dans la pensée du fait de sa position dans l'encéphale.
La plus célèbre de ces théories est sans doute celle du philosophe français René Descartes qui désigna la glande pinéale comme le « siège » de l'âme,. Pour justifier cette hypothèse, Descartes se basait sur le fait que la glande pinéale aurait été l'unique organe de la tête à n'être pas conjugué, c'est-à-dire ne se présentant pas sous une forme de paire d'organes symétriques situés de part et d'autre du plan sagittal. Par ailleurs outre sa position centrale, la glande pinéale se trouve juste au-dessus de l'aqueduc de Sylvius dont Descartes pensait qu'il guidait ce qu'il appelait les « esprits animaux » censés faire naître les sensations dans l'âme en frappant la glande pinéale. Aujourd'hui, les études histologiques ont montré que la glande pinéale est bien un organe conjugué mais les deux hémisphères qui la constituent sont presque fusionnés.
Dans la mythologie védique du Yoga, la glande pinéale est associée, tantôt au chakra Ajna ou 3e œil, tantôt au Sahasrara ou chakra de la couronne, situé au sommet du crâne.
Dans la plupart des interprétations du Discordianisme la glande pinéale est supposée servir d'organe de communication avec la déesse Eris. La glande pinéale est parfois aussi appelée « le troisième œil atrophié ».
D'après Paul Foster Case (en)[réf. nécessaire], la glande pinéale est la « montagne » de la Bible où se fait la communication avec le Très Haut : Moïse reçoit les tables de la loi « sur la montagne », d'un point de vue ésotérique, cette montagne ne serait autre que le siège de la glande pinéale.
Développant toute une mythologie autour du soleil et de l'œil, l'écrivain Georges Bataille puise à la fois dans les mythes, l'ethnologie, les religions et la biologie pour imaginer et penser une « anthropologie mythologique » de l'œil pinéal, associant expérience érotique et pensée rationnelle, « l'accès de la nature vivante (jusque-là liée au sol) à l'irréalité de l'espace solaire ».